# Груздев, Игорь
Игорь Груздев (лит. Igoris Gruzdevas; 26 марта 1953, Вильнюс — 17 августа 1978, Молетский райо́н) — советский биатлонист, призёр чемпионата мира среди юниоров, трёхкратный чемпион мира среди юниоров по малокалиберному биатлону, двукратный чемпион СССР в эстафетах. Мастер спорта СССР международного класса. Представлял спортивное общество «Динамо» и город Вильнюс.

## Биография
Окончил Вильнюсский техникум железнодорожного транспорта (1971).
В 1972 году на первенстве СССР среди юниоров одержал победу в эстафете и выиграл серебро в индивидуальной гонке.
В 1973 году стал двукратным победителем чемпионата мира среди юниоров по малокалиберному биатлону в Италии — выиграл золотую медаль в индивидуальной гонке, весь пьедестал в ней заняли представители СССР — вторым был Сергей Белолипецкий, а третьим — Александр Елизаров; а также победил в эстафете 3х7,5 км. На следующем аналогичном турнире, в 1974 году в Финляндии, стал чемпионом в эстафете и бронзовым призёром в индивидуальной гонке. В 1974 году также принял участие в чемпионате мира среди юниоров по стандартным правилам в Минске, выиграл бронзовые медали в спринте, стал пятым в индивидуальной гонке и четвёртым в эстафете.
В 1974 году также стал победителем юношеской Спартакиады народов СССР в индивидуальной гонке.
На чемпионате СССР дважды выигрывал золотые медали в эстафете, в 1976 и 1977 годах, оба раза в составе сборной общества «Динамо» вместе с Тагиром Хасановым, Владимиром Очневым и Александром Тихоновым.
Четырёхкратный чемпион Литовской ССР — дважды в спринте на 10 км (1976, 1978) и дважды в индивидуальной гонке на 20 км (1976, 1978).
Погиб в автокатастрофе в возрасте 25 лет.